# The Game Awards 2015
Les Games Awards 2015 sont l'édition des Game Awards qui se tient le 3 décembre 2015 et qui distingue des jeux vidéo sortis dans l'année 2015. La cérémonie est présentée par Geoff Keighley au Microsoft Theater. L’événement est retransmis en direct sur internet et attire plus de 2,3 millions de spectateurs.

## Nominations
Le 13 novembre 2015 sont annoncées les nominations.

## Palmarès
Sauf indications contraires, toutes les informations proviennent du site officiel des Game Awards et de JeuxActu. Le jeu gagnant est indiqué en gras.
| Meilleur jeu | Développeur de l'année |
| --- | --- |
| - The Witcher 3 : Wild Hunt - CD Projekt Red - Bloodborne - FromSoftware - Fallout 4 - Bethesda Game Studios - Metal Gear Solid V: The Phantom Pain - Kojima Productions - Super Mario Maker - Nintendo                                       | - CD Projekt Red - FromSoftware - Bethesda Game Studios - Kojima Productions - Nintendo |
| Meilleure jeu indépendant | Meilleur jeu mobile/console portable |
| - Rocket League - Psyonix - Axiom Verge - Tom Happ - Her Story - Sam Barlow - Ori and the Blind Forest - Moon Studios - Undertale - Toby Fox                                                                                                  | - Lara Croft Go - Eidos Montréal - Downwell - Moppin - Fallout Shelter - Bethesda Game Studios - Monster Hunter 4 Ultimate - Capcom - Pac-man 256 - Hipster Whale |
| Meilleure narration | Meilleure direction artistique |
| - Her Story - Sam Barlow - Life is Strange - Dontnod Entertainment - Tales from the Borderlands - Telltate Games - The Witcher 3 : Wild Hunt - CD Projekt Red - Until Dawn - Supermassive Games                                               | - Ori and the Blind Forest - Moon Studios - The Witcher 3 : Wild Hunt - CD Projekt Red - Metal Gear Solid V: The Phantom Pain - Kojima Productions - Bloodborne - FromSoftware - Batman: Arkham Knight - Rocksteady Studios                                                   |
| Meilleure musique/univers sonore | Meilleure performance d'acteur |
| - Metal Gear Solid V: The Phantom Pain - Kojima Productions - Fallout 4 - Bethesda Game Studios - Ori and the Blind Forest - Moon Studios - The Witcher 3 : Wild Hunt - CD Projekt Red - Halo 5 : Guardian - 343 Industries                   | - Her Story - Viva Seifert pour Hannah Smith - Life is Strange - Ashly Burch pour Chloe Price - Rise of the Tomb Raider - Camilla Luddington pour Lara Croft - The Witcher 3 : Wild Hunt - Doug Cockle pour Geralt de Riv - Batman: Arkham Knight - Mark Hamill pour Le Joker |
| Meilleur jeu à message positif (Games for Impact) | Meilleur jeu de tir |
| - Life is Strange - Dontnod Entertainment - Her Story - Sam Barlow - Undertale - Toby Fox - Cibele - Star Maid Games - Sunset - Tale of Tales                                                                                                 | - Splatoon - Nintendo - Halo 5 : Guardian - 343 Industries - Call of Duty : Black Ops III - Treyarch - Destiny : Le Roi des Corrompus - Bungie - Star Wars Battlefront - DICE                                                                                                 |
| Meilleur jeu d'action/aventure | Meilleur RPG |
| - Metal Gear Solid V: The Phantom Pain - Kojima Productions - Batman: Arkham Knight - Rocksteady Studios - Ori and the Blind Forest - Moon Studios - Rise of the Tomb Raider - Crystal Dynamics - Assassin's Creed Syndicate - Ubisoft Québec | - The Witcher 3 : Wild Hunt - CD Projekt Red - Bloodborne - FromSoftware - Fallout 4 - Bethesda Game Studios - Undertale - Toby Fox - Pillars of Eternity - Paradox Interactive                                                                                               |
| Meilleur jeu de combat | Meilleur jeu pour la famille |
| - Mortal Kombat X – NetherRealm Studios - Guilty Gear Xrd –SIGN– - Arc System Works - Rise of Incarnates – Bandai Namco Entertainment - Rising Thunder – Radiant Entertainment                                                                | - Super Mario Maker - Nintendo - Splatoon - Nintendo - Disney Infinity 3.0 - Avalanche Software - Lego Dimensions – Traveller's Tales - Skylanders: SuperChargers - Vicarious Visions                                                                                         |
| Meilleur jeu de sport/course | Meilleur jeu multijoueur |
| - Rocket League - Psyonix - FIFA 16 - EA Sports - NBA 2K16 - Visual Concepts /2K Sports - Pro Evolution Soccer 2016 - PES Productions /Konami - Forza Motorsport 6 – Turn 10 Studios                                                          | - Splatoon - Nintendo - Rocket League - Psyonix - Destiny : Le Roi des Corrompus - Bungie - Call of Duty : Black Ops III - Treyarch - Halo 5 : Guardian - 343 Industries |
| Meilleure création de fan | Jeu le plus attendu |
| - Portal Stories: Mel - GTA V – Targets - Real GTA - Twitch Plays Dark Souls | - No Man's Sky - Hello Games - Horizon Zero Dawn – Guerrilla Games - Quantum Break - Remedy Entertainment - The Last Guardian - genDESIGN - Uncharted 4 : A Thief's End - Naughty Dog                                                                                         |
| Meilleur jeu E-Sport | Meilleur joueur E-Sport |
| - Counter-Strike : Global Offensive - Valve - Call of Duty : Advanced Warfare - Sledgehammer Games - Dota 2 - Valve - Heartstone - Blizzard Entertainment - League of Legend - Riot Games                                                     | - Kenny "KennyS" Schrub - Team EnVyUs - Olof "olofmeister" Kajbjer - Fnatic - Lee Sang-hyeok "Faker" - SK Telecom T1 - Peter "ppd" Dager - Evil Geniuses - Syed Sumail "Suma1L" Hassan - Evil Geniuses                                                                        |
| Meilleure équipe E-sport | Gamer de l'année |
| - OpTic Gaming - SK Telecom T1 - Fnatic - Evil Geniuses - Team SoloMid | - Greg Miller - TotalBiscuit - MonteCristo - Markiplier - PewDiePie |

### Nominations/Prix multiples
| Nombres de nominations | Nombres de prix | Jeux                                 |
| ---------------------- | --------------- | ------------------------------------ |
| 6                      | 2/6             | The Witcher 3 : Wild Hunt            |
| 4                      | 2/4             | Her Story                            |
| 4                      | 2/4             | Metal Gear Solid V: The Phantom Pain |
| 4                      | 1/4             | Ori and the Blind Forest             |
| 3                      | 2/3             | Rocket League                        |
| 3                      | 2/3             | Splatoon                             |
| 3                      | 1/3             | Life is Strange                      |
| 3                      | 0/3             | Batman: Arkham Knight                |
| 3                      | 0/3             | Bloodborne                           |
| 3                      | 0/3             | Fallout 4                            |
| 3                      | 0/3             | Halo 5 : Guardian                    |
| 3                      | 0/3             | Undertale                            |
| 2                      | 1/2             | Super Mario Maker                    |
| 2                      | 0/2             | Call of Duty : Black Ops III         |
| 2                      | 0/2             | Destiny : Le Roi des Corrompus       |
| 2                      | 0/2             | Rise of the Tomb Raider              |